# Red Bull MotoGP Rookies Cup 2009
Der Red Bull MotoGP Rookies Cup 2009 war der dritte in der Geschichte des FIM-Red Bull MotoGP Rookies Cups.
Es wurden acht Rennen bei sechs Veranstaltungen ausgetragen.

## Punkteverteilung
Meister wurde derjenige Fahrer, der bis zum Saisonende die meisten Punkte in der Meisterschaft gesammelt hatte. Bei der Punkteverteilung wurden die Platzierungen im Gesamtergebnis des jeweiligen Rennens berücksichtigt. Die 15 erstplatzierten Fahrer jedes Rennens erhielten Punkte nach folgendem Schema:
Weltmeister wird derjenige Fahrer beziehungsweise der Hersteller, der bis zum Saisonende die meisten Punkte in der Weltmeisterschaft angesammelt hat. Bei der Punkteverteilung werden die Platzierungen im Gesamtergebnis des jeweiligen Rennens berücksichtigt. Die fünfzehn erstplatzierten Fahrer jedes Rennens erhalten Punkte nach folgendem Schema:
| Punkteverteilung | Punkteverteilung | Punkteverteilung | Punkteverteilung | Punkteverteilung | Punkteverteilung | Punkteverteilung | Punkteverteilung | Punkteverteilung | Punkteverteilung | Punkteverteilung | Punkteverteilung | Punkteverteilung | Punkteverteilung | Punkteverteilung | Punkteverteilung |
| ---------------- | ---------------- | ---------------- | ---------------- | ---------------- | ---------------- | ---------------- | ---------------- | ---------------- | ---------------- | ---------------- | ---------------- | ---------------- | ---------------- | ---------------- | ---------------- |
| Platz            | 1                | 2                | 3                | 4                | 5                | 6                | 7                | 8                | 9                | 10               | 11               | 12               | 13               | 14               | 15               |
| Punkte           | 25               | 20               | 16               | 13               | 11               | 10               | 9                | 8                | 7                | 6                | 5                | 4                | 3                | 2                | 1                |

In die Wertung kamen alle erzielten Resultate.

## Rennkalender
|   | Lauf | Datum       | Lauf           | Strecke                                                      | Streckenlayout |
| - | ---- | ----------- | -------------- | ------------------------------------------------------------ | -------------- |
| 1 | 1    | 2. Mai      | Spanien        | Circuito de Jerez (Jerez de la Frontera)                     |                |
| 1 | 2    | 3. Mai 2009 | Spanien        | Circuito de Jerez (Jerez de la Frontera)                     |                |
| 2 | –    | 30. Mai     | Italien        | Autodromo Internazionale del Mugello (Scarperia e San Piero) |                |
| 3 | –    | 27. Juni    | Niederlande    | TT Circuit Assen (Assen)                                     |                |
| 4 | –    | 18. Juli    | Deutschland    | Sachsenring (Hohenstein-Ernstthal)                           |                |
| 5 | –    | 25. Juli    | Großbritannien | Donington Park (Castle Donington)                            |                |
| 6 | 1    | 15. August  | Tschechien     | Automotodrom Brno (Brünn)                                    |                |
| 6 | 2    | 16. August  | Tschechien     | Automotodrom Brno (Brünn)                                    |                |

## Rennergebnisse
|   | Lauf | Datum  | Rennen         | Strecke     | Platz 1          | Platz 2          | Platz 3         | Pole-Position    | Schn. Rennrunde  | Gesamtführender Fahrer |
| - | ---- | ------ | -------------- | ----------- | ---------------- | ---------------- | --------------- | ---------------- | ---------------- | ---------------------- |
| 1 | 1    | 02.05. | Spanien        | Jerez       | Sturla Fagerhaug | Mathew Scholtz   | Danny Kent      | Daijiro Hiura    | Daniel Ruiz      | Sturla Fagerhaug       |
| 1 | 2    | 03.05. | Spanien        | Jerez       | Danny Kent       | Sturla Fagerhaug | Daijiro Hiura   | Daijiro Hiura    | Daijiro Hiura    | Sturla Fagerhaug       |
| 2 | –    | 30.05. | Italien        | Mugello     | Sturla Fagerhaug | Jakub Kornfeil   | Daijiro Hiura   | Sturla Fagerhaug | Sturla Fagerhaug | Sturla Fagerhaug       |
| 6 | –    | 27.06. | Niederlande    | Assen       | Sturla Fagerhaug | Daijiro Hiura    | Jacob Gagne     | Sturla Fagerhaug | Florian Marino   | Sturla Fagerhaug       |
| 7 | –    | 18.07. | Deutschland    | Sachsenring | Jakub Kornfeil   | Mathew Scholtz   | Jacob Gagne     | Danny Kent       | Jakub Kornfeil   | Sturla Fagerhaug       |
| 5 | –    | 25.07. | Großbritannien | Donington   | Jakub Kornfeil   | Daniel Ruiz      | Daijiro Hiura   | Danny Kent       | Daniel Ruiz      | Sturla Fagerhaug       |
| 8 | 1    | 15.08. | Tschechien     | Brünn       | Florian Marino   | Danny Kent       | Alejandro Pardo | Daijiro Hiura    | Alejandro Pardo  | Sturla Fagerhaug       |
| 8 | 2    | 16.08. | Tschechien     | Brünn       | Jakub Kornfeil   | Sturla Fagerhaug | Jacob Gagne     | Daijiro Hiura    | Daijiro Hiura    | Jakub Kornfeil         |

## Fahrerwertung
| Pos. | Fahrer                 | Spanien | Spanien | Italien | Niederlande | Deutschland | Vereinigtes Konigreich | Tschechien | Tschechien | Gesamt |
| Pos. | Fahrer                 | L1      | L2      | Italien | Niederlande | Deutschland | Vereinigtes Konigreich | L1         | L2         | Gesamt |
| ---- | ---------------------- | ------- | ------- | ------- | ----------- | ----------- | ---------------------- | ---------- | ---------- | ------ |
| 1    | Jakub Kornfeil         | 8       | 6       | 2       | 5           | 1           | 1                      | 8          | 1          | 132    |
| 2    | Sturla Fagerhaug       | 1       | 2       | 1       | 1           | 12          | NC                     | 5          | 2          | 130    |
| 3    | Daijiro Hiura          | NC      | 3       | 3       | 2           | 4           | 3                      | 6          | 4          | 104    |
| 4    | Danny Kent             | 3       | 1       | 7       | NC          | 6           | 8                      | 2          | 8          | 96     |
| 5    | Florian Marino         | NC      | 4       | 4       | 4           | 5           | 6                      | 1          | 7          | 94     |
| 6    | Jacob Gagne            | 11      | 9       | NC      | 3           | 3           | 5                      | 4          | 3          | 84     |
| 7    | Mathew Scholtz         | 2       | 7       | 17      | 10          | 2           | 7                      | 10         | 5          | 81     |
| 8    | Daniel Ruiz            | 9       | 17      | 5       | 7           | 14          | 2                      | 23         | 9          | 56     |
| 9    | Alexander Kristiansson | 4       | NC      | 9       | 6           | 8           | 11                     | 9          | NC         | 50     |
| 10   | Alejandro Pardo        | 6       | 5       | NC      | 14          | 7           | NC                     | 3          | NC         | 48     |
| 11   | Nelson Major           | 7       | NC      | NC      | NC          | 10          | 4                      | 7          | 6          | 47     |
| 12   | Kevin Calia            | 12      | 8       | NC      | 9           | 11          | 10                     | 13         | 12         | 37     |
| 13   | Arthur Sissis          | NC      | 18      | 6       | 8           | NC          | 12                     | 15         | 11         | 28     |
| 14   | Brad Binder            | 13      | 10      | NC      | 16          | NC          | 15                     | 11         | 14         | 17     |
| 15   | Harry Stafford         | NC      |         |         |             | 9           | 14                     | 12         | 13         | 16     |
| 16   | Hayden Gillim          | 10      | NC      | 13      | 12          | NC          | 18                     | 22         | NC         | 13     |
| 17   | Dylan Mavin            | 18      | 12      | 8       | 23          | 19          | 20                     | 24         | 21         | 12     |
| 18   | Xavier Figueras        | 14      | 11      | 14      | 18          | 13          | 17                     | 21         | 18         | 12     |
| 19   | Josh Hook              | 5       | NC      | NC      | NC          |             |                        | 16         | 16         | 11     |
| 20   | Taylor Mackenzie       | 19      | 14      | 15      | 21          | NC          | 9                      | NC         | NC         | 10     |
| 21   | Deane Brown            |         |         |         | 13          | NC          | NC                     | 18         | 10         | 9      |
| 22   | Nico Thöni             | 17      | 16      | 10      | NC          |             | 19                     | 14         | NC         | 8      |
| 23   | Robin Barbosa          | NC      | 13      | 11      | 19          | 18          | NC                     | NC         | 22         | 8      |
| 24   | Benny Solis            | 20      | NC      | 12      | 20          | 15          | NC                     | 17         | 15         | 6      |
| 25   | Alessio Cappella       | 16      | NC      |         | 11          | NC          | 16                     | 20         | 17         | 5      |
| 26   | Fraser Rogers          | NC      | NC      | 18      | 22          | 16          | 13                     | 25         | 20         | 3      |
| 27   | Juan Perelló           | 15      | 15      | 16      | 15          | 17          | NC                     | 19         | 19         | 3      |
| 28   | Thomas van Leeuwen     |         |         | 19      | 17          |             |                        |            |            | 0      |

| Farbe         | Bedeutung                               |
| ------------- | --------------------------------------- |
| Gold          | Sieger                                  |
| Silber        | 2. Platz                                |
| Bronze        | 3. Platz                                |
| Grün          | Platzierung in den Punkten              |
| Blau          | Klassifiziert außerhalb der Punkteränge |
| Violett       | Rennen nicht beendet (DNF)              |
| Violett       | nicht klassifiziert (NC)                |
| Rot           | nicht qualifiziert (DNQ)                |
| Schwarz       | disqualifiziert (DSQ)                   |
| Weiß          | nicht am Start (DNS)                    |
| Weiß          | zurückgezogen (WD)                      |
| Weiß          | Rennen abgesagt (C)                     |
| ohne Farbe    | nicht am Training teilgenommen (DNP)    |
| ohne Farbe    | verletzt oder krank (INJ)               |
| ohne Farbe    | ausgeschlossen (EX)                     |
| ohne Farbe    | nicht erschienen (DNA)                  |
| fett          | Pole-Position                           |
| kursiv        | Schnellste Rennrunde                    |
| unterstrichen | WM-Führung                              |
| hochgestellt  | Platzierung im Sprintrennen             |